# تری-توماس

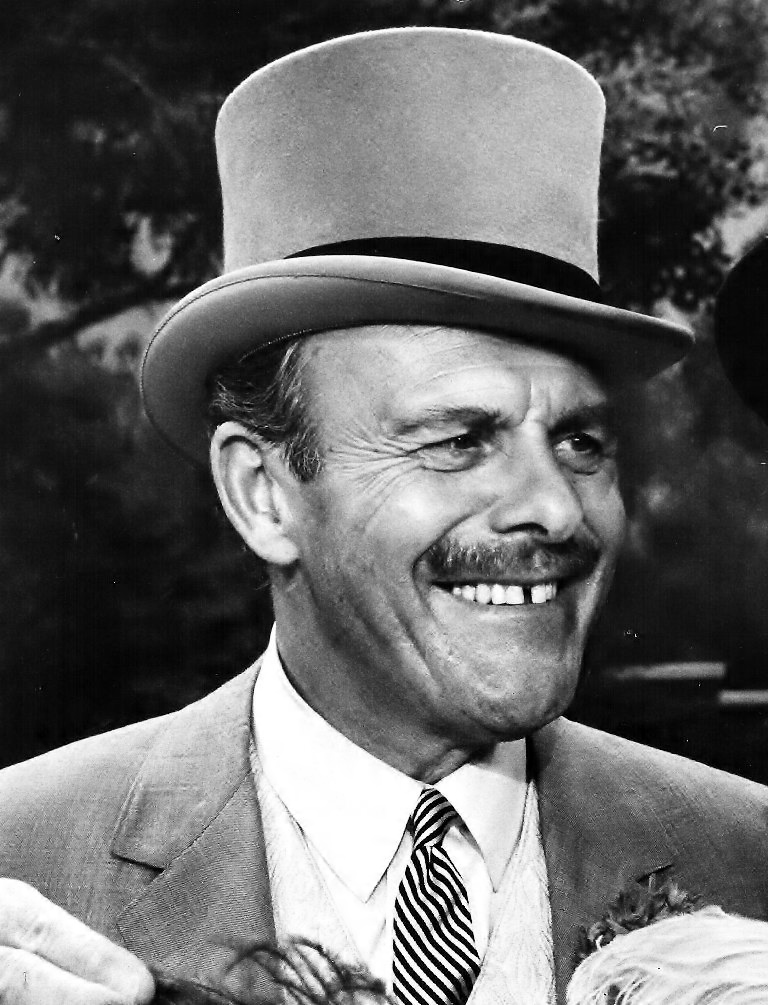
تری توماس در سال ۱۹۶۷

تری-توماس (انگلیسی: Terry-Thomas) (زاده ۱۰ ژوئیه ۱۹۱۱ و درگذشته ۸ ژانویه ۱۹۹۰) بازیگر و کمدین اهل انگلستان بود. وی با نام توماس تری هور استیونز در خانواده‌ای ثروتمند زاده شد. تحصیلاتش را در دانشکده آردینگلی تمام کرد. در آغاز تحت عنوان کارمند و سپس فروشندهٔ گوشت در یک شرکت فروش تولیدات منجمد مشغول به کار شد. از اوایل دههٔ ۱۹۳۰ با انجمن تئآتری آماتوری همین شرکت بازیگری را آغاز کرد و بعد از آن به شکلی فعال به کار تئاتر پرداخت. یک گروه موسیقی به وجود آورد و بعد از مدتی رقصنده و بازیگر نمایش‌های وودویل گردید و کم‌کم در کاباره‌ها، سان‌های موسیقی و رادیو معروف شد.
اولین فیلمش را در سال ۱۹۳۶ بازی نمود ولی در سال‌های میانه دهه ۱۹۵۰ مورد توجه قرار گرفت. او سبیل و دندان‌های جدا جدا داشت و بیشتر نقش‌های کمدی را بازی می‌کرد. اوج فعالیت کاریش تا اواخر دههٔ ۱۹۶۰ بود. در ۱۹۷۱ میلادی به پارکینسون دچار شد و در ۱۹۷۷ مجبور به کناره‌گیری از بازیگری شد.
در اثر برخی مشکلات دو استخوان لونیت و اسکافوئید در مچ دست از هم فاصله می‌گیرند که به این عارضه terry-Thomas sign گفته می‌شود. این نام گذاری از روی اسم این بازیگر و به علت فاصله مابین دندان‌های اوست.

## گزیده آثار
- رابین‌هود
- هفت ضربدر هفت
- زندگی خصوصی هنری هشتم
- دنیای دیوانه، دیوانه، دیوانه، دیوانه
- تئاتر زندگی و مرگ کینگ جان
- کارآگاه گجت
- جنجال بزرگ